# Placa Filipinelor

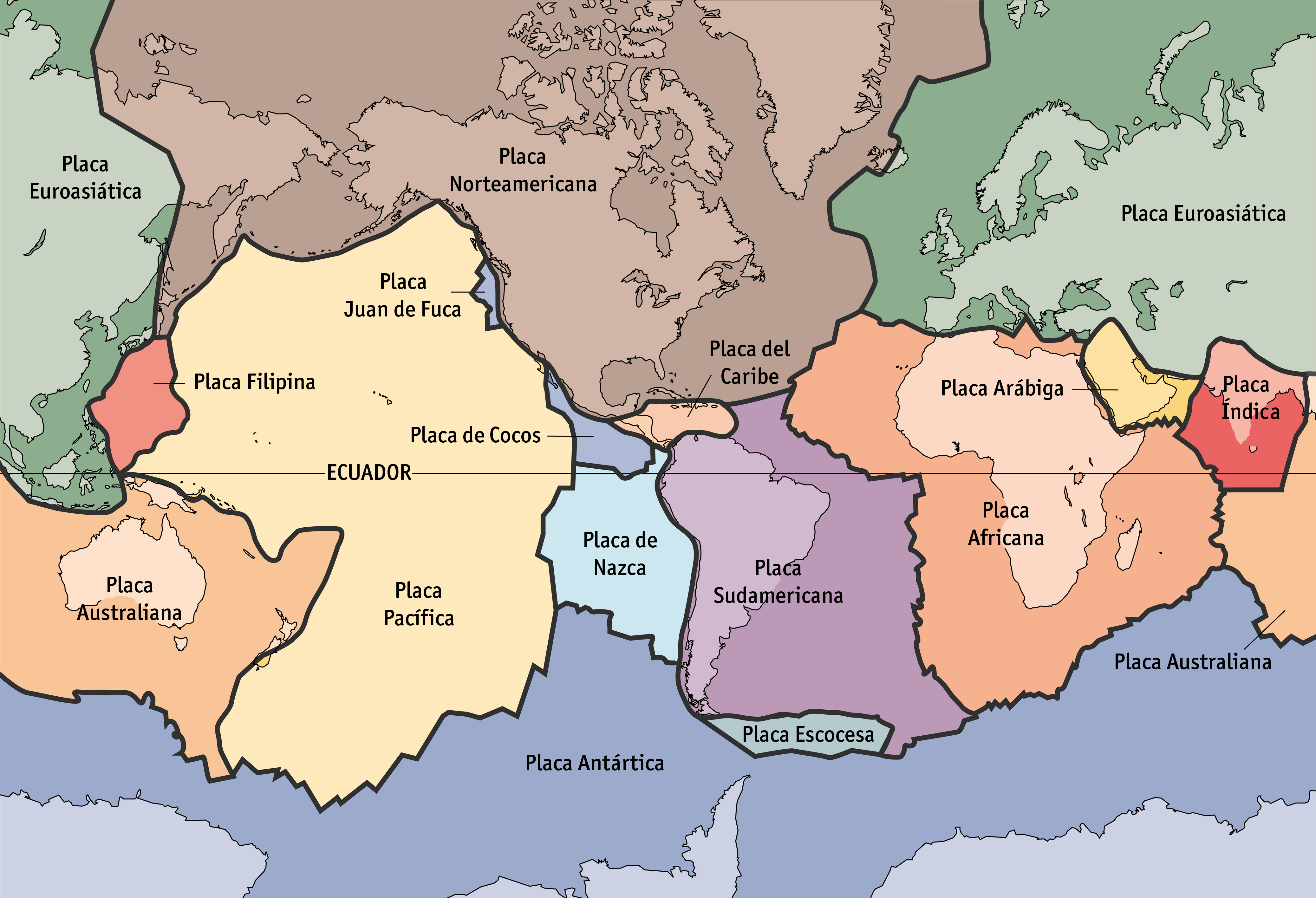
Hartă a plăcilor tectonice: Placa Filipinelor este evidențiată în partea stângă, cu culoare roșie.

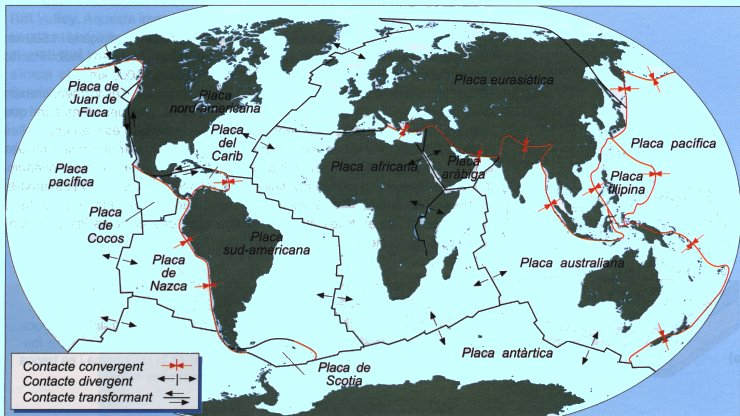
Localizarea Plăcii Filipinelor pe glob.

Placa Filipinelor este o placă tectonică cuprinzând litosfera oceanică aflată sub Marea Filipinelor⁠(en)[traduceți], la est de arhipelagul filipinez (mărginit de mările Sulawesi, Sulu, Chinei de Sud și de Oceanul Pacific). Împreună cu placa Eurasiatică și cu cea Indo-Australiană provoacă numeroase cutremure în Arhipelagul Indonezian, acesta aflându-se în zona de subducție a celor trei plăci tectonice.   
| Placa Filipinelor (Filipineză)                                                                     |
| -------------------------------------------------------------------------------------------------- |
| Așezare: în jurul arhipelagului filipinez, între plăcile Eurasiatică, Indo-Australiană și Pacifică |
| Suprafața: aproximativ 7,5 milioane km2                                                            |
| Continent: Asia                                                                                    |